# Aporocotyle theragrae
Aporocotyle theragrae är en plattmaskart. Aporocotyle theragrae ingår i släktet Aporocotyle och familjen Sanguinicolidae. Inga underarter finns listade i Catalogue of Life.